# Rigoletto, Jönköping
Rigoletto, Riggo, var en konferens- och nöjeslokal i källaren under det 1958 uppförda Folkets hus på Brunnsgatan i Jönköping, Sverige.
Rigoletto öppnade som ett uteställe med stor dansbana och såg sina glansdagar under 1960- och 1970-talen då många av dåtidens populära artister och grupper uppträdde där. Bland dessa förekom bland andra The Who den 4 maj 1967 samt Cream, då med Eric Clapton, den 17 november 1967. Även The Animals, med Eric Burdon, uppträdde här, vilket skedde den 17 februari 1968, och den 2 mars samma år Small Faces. Även John Mayall & the Bluesbreakers, Fleetwood Mac och The Yardbirds uppträdde på Rigoletto under denna tid.
Rigoletto blev ett klassisk uteställe i Jönköping och hade fram till omkring början på 2000-talet en inriktning på dans och konserter.
Sedermera blev Rigoletto skolmatsal åt Per Brahegymnasiet, fram till 2004 då en ny matsal invigdes.
Rigoletto blev återigen en nöjeslokal med livescen 2009.
Sedan hösten 2022 finns i Rigolettos tidigare lokal underhållningsföretaget Homerunners, som är inriktat på sportsimulatorspel, mat och dryck.